# Gator i Söderort

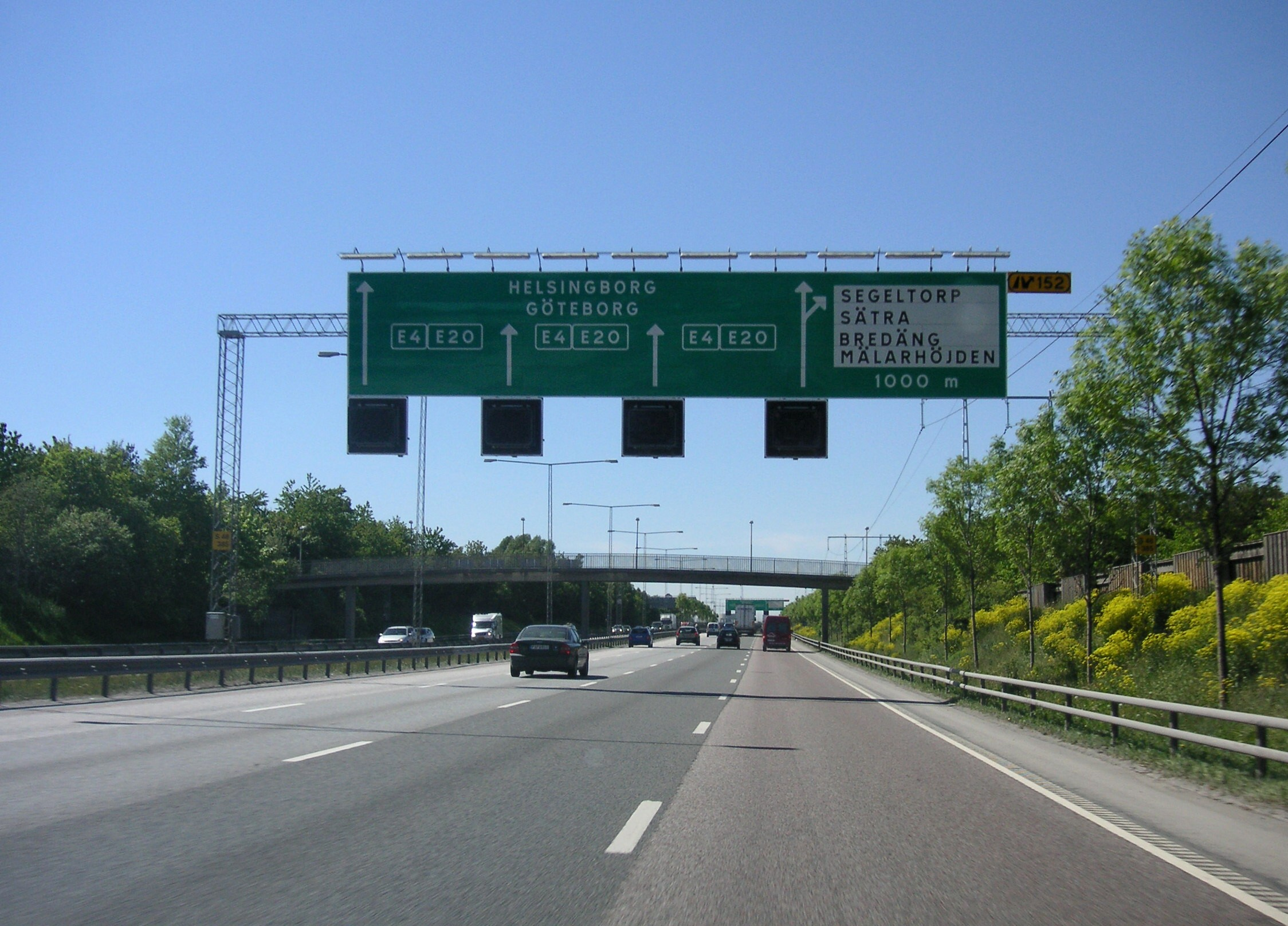
Södertäljevägen (E4, E20), vy mot syd i höjd men Fruängen.

De tidigaste vägarna i Söderort var de södra tillfartsvägarna till Stockholm via näset som förband Söderort med Södermalm, vid Skanstull.
Landsvägarna var Tyresövägen från Tyresö, Dalarövägen (nuvarande Nynäsvägen) från Dalarö och Göta landsväg från Södertälje och södra Sverige. På 1670-talet fick huvudvägen från södra Sverige en ny sträckning och via en flottbro vid Hornstull tillkom Södertäljevägen. Huddingevägen ersatte sedan i stort sett den gamla sträckningen av Göta landsväg.
Söderort bebyggdes från slutet av 1800-talet och de nya orterna växte upp utmed järnvägarna, spårvägslinjerna och senare tunnelbenelinjerna. Stadsplaneidén från 1940 och framåt var stadsdelar med ett centrum vid stationen med ringar av successivt lägre intensiv bebyggelse. Gatorna är främst lokala gator inom varje stadsdel, med någon lite större väg som leder trafiken till någon av huvudvägarna.

## Huvudvägar

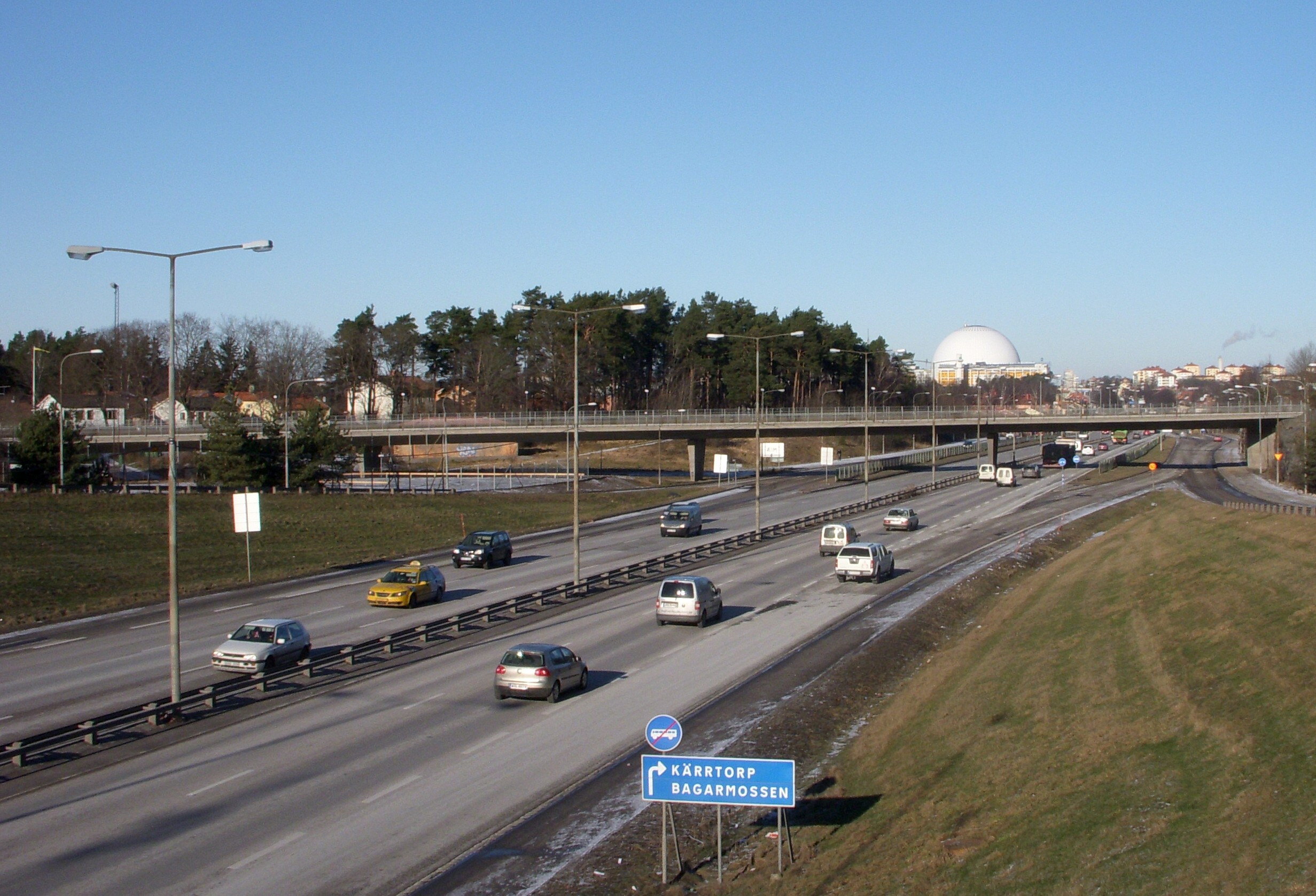
Nynäsvägen i höjd med Tallkrogen, vy mot norr, Globen i bakgrunden

### Norr-södergående
- Södertäljevägen (E4, E20) från Essingeleden i Västberga till Fruängen
- Huddingevägen (länsväg 226) och Johanneshovsvägen från Gullmarsplan till Hagsätra.
- Nynäsvägen (riksväg 73) från Skanstull till Larsboda

### Öst-västliga
Från norr till söder:
- Årstalänken, förbindelselänk mellan Essingeleden och Södra länken-tunneln i Årsta.
- Södra länken (riksväg 75), invigd 2004, från Värmdövägen i Sickla till Årstalänken i Östberga.
- Örbyleden-Tyresövägen (länsväg 229), klar 1976, från Huddingevägen vid Örby till Flaten/Skarpnäck
- Älvsjövägen - Magelungsvägen (länsväg 271), anlagd 1930-1965,  från Södertäljevägen i Solberga till Nynäsvägen i Trångsund

## Genomfartvägar och större lokalgator

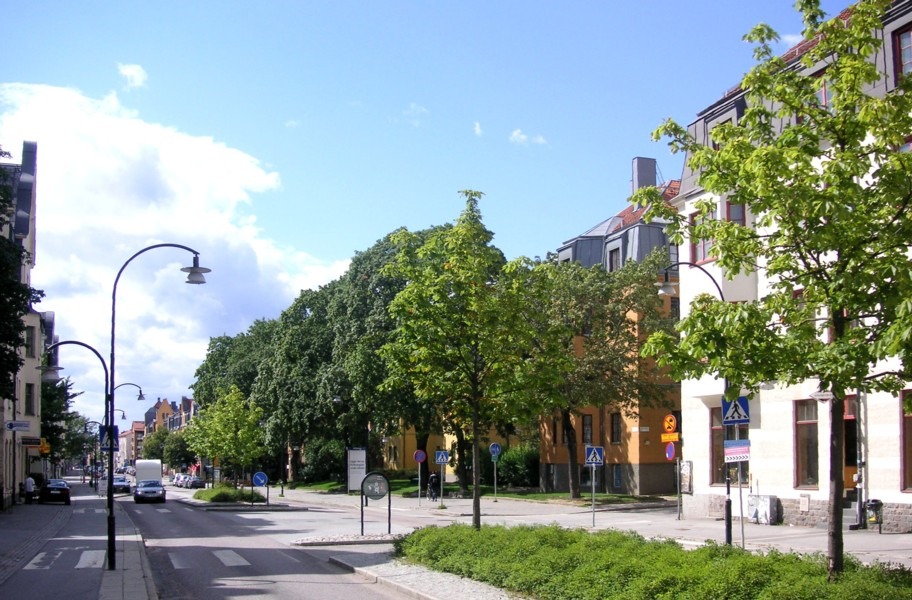
Hägerstensvägen i Aspudden

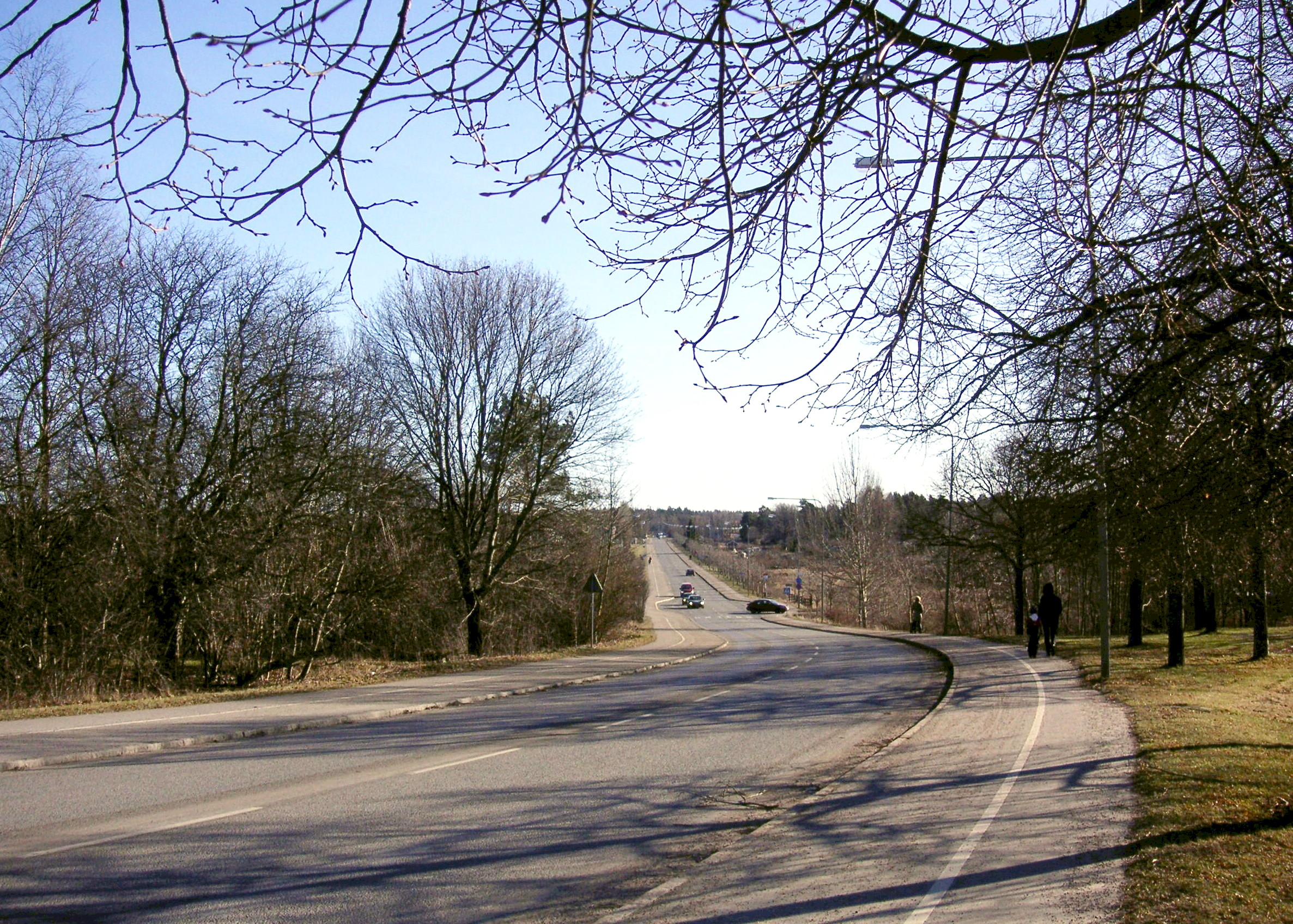
Gamla Tyresövägen vid Skogskyrkogården

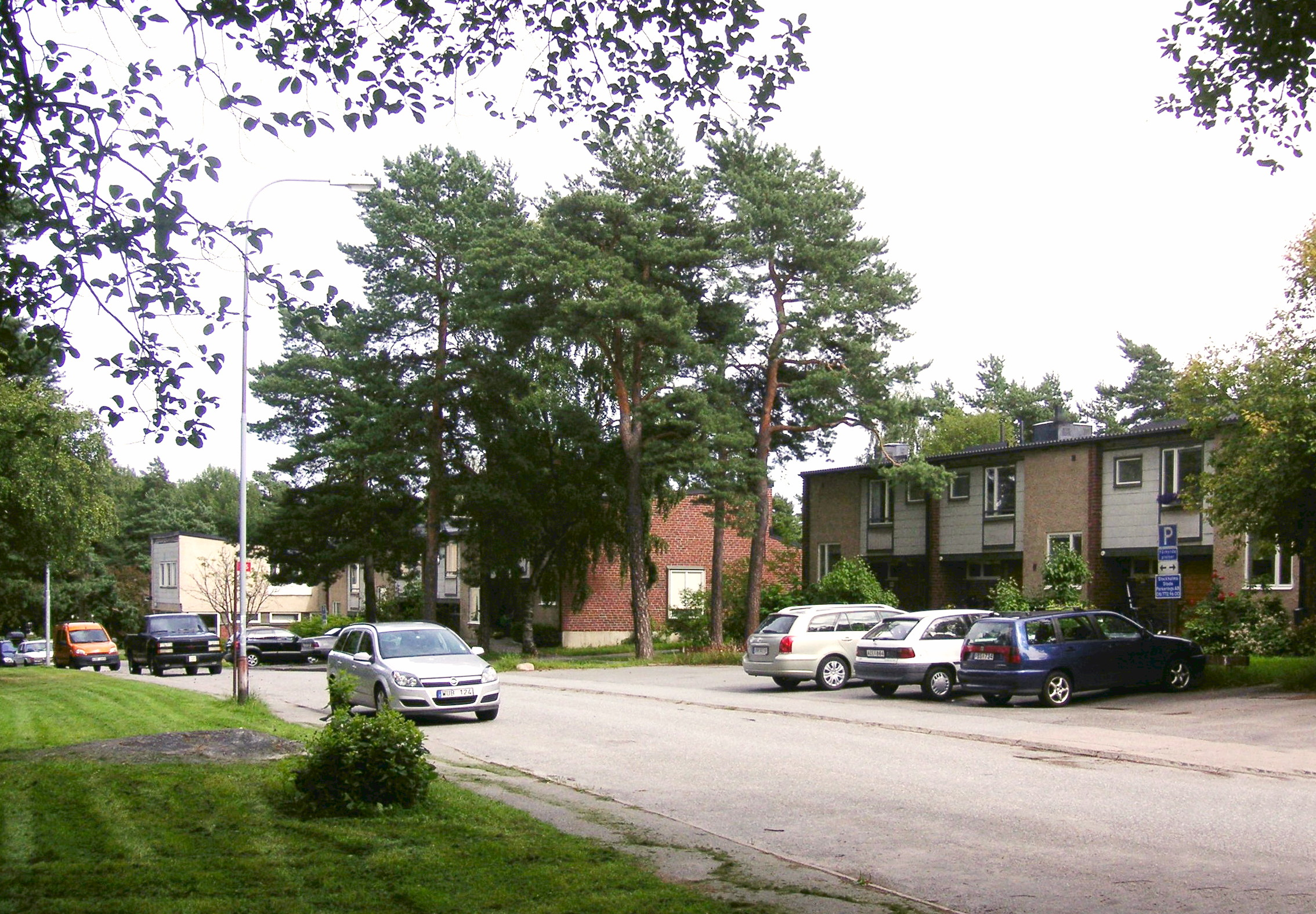
Riksrådsvägen

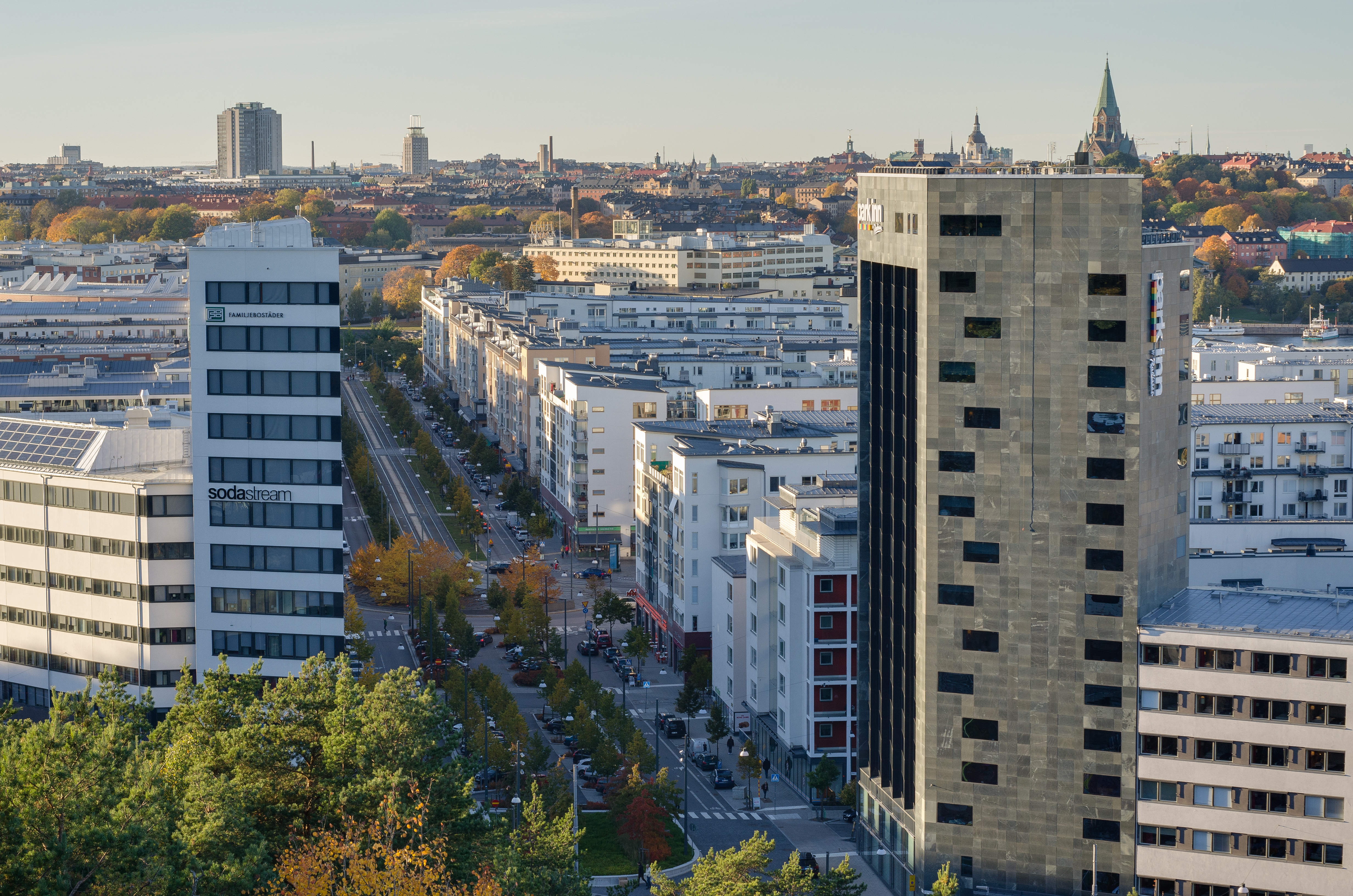
Hammarby allé sedd från Hammarbytoppen.

### Väster om Södertäljevägen
Från norr till söder:
- Hägerstensvägen

### Mellan Södertäljevägen och Nynäsvägen
Från norr till söder:
- Johanneshovsvägen
- Lindevägen
- Gamla Huddingevägen, går genom Örby
- Västberga Allé
- Åbyvägen, från Östberga till Örby slott
- Palmfeltsvägen
- Enskedevägen
- Olshammarsgatan (Hagsätra)

Från öster till väster:
- Gullmarsvägen
- Årstavägen
- Sockenvägen från Östberga till Bagarmossen

### Öster om Nynäsvägen
Från norr till söder:
- Hammarby Allé från Skansbron genom Hammarby sjöstad
- Hammarbyvägen från Hammarbybacken mot Nacka. Var tidigare en huvudgata som ersattes av Södra länken 2004.
- Hammarbybacken
- Olaus Magnus väg från Gullmarsplan genom Hammarbyhöjden
- Finn Malmgrens väg
- Sofielundsvägen
- Malmövägen
- Ystadsvägen
- Fyrskeppsvägen-Söderarmsvägen
- Kärrtorpsvägen
- villagator namngivna efter kvinnonamn i Kärringstan
- Sockenvägen
- Rusthållarvägen
- Gamla Tyresövägen
- Skarpnäcksvägen
- Skarpnäcks Allé
- Horisontvägen
- Flatenvägen
- Sköndalsvägen
- Perstorpsvägen